# Peter Ulmer
Peter Ulmer (* 2. Januar 1933 in Heidelberg; † 17. Januar 2024 ebendort) war ein deutscher Jurist und Hochschullehrer.

## Leben
Er war der Sohn des Rechtswissenschaftlers Eugen Ulmer. Ab 1952 studierte er selbst Rechtswissenschaften in Tübingen, später in Genf und Heidelberg. In Tübingen trat er der Studentenverbindung „Akademische Gesellschaft Stuttgardia“ bei. Dem Referendarexamen 1956 folgte der juristische Vorbereitungsdienst in Heidelberg und München sowie bei der damaligen Europäischen Gemeinschaft für Kohle und Stahl (EGKS) in Luxemburg, den Ulmer 1961 mit dem Assessorexamen abschloss. 
Bereits 1959 wurde Ulmer in Heidelberg mit einer Dissertation über den Unternehmensbegriff im Vertrag der Europäischen Gemeinschaft für Kohle und Stahl zum Dr. iur. utr. promoviert. 
Nach dem Assessorexamen war Ulmer zunächst als Vorstandsassistent bei der Wirtschaftsprüfungsgesellschaft Deutsche Treuhandgesellschaft AG und als Beamter im Juristischen Dienst der Kommission der Europäischen Gemeinschaften tätig. 1968 habilitierte er sich mit einer von Wolfgang Hefermehl betreuten Arbeit zum Vertragshändler. 
Von 1969 bis 1975 war Ulmer ordentlicher Professor für Bürgerliches Recht, Handels- und Gesellschaftsrecht in Hamburg, ab 1975 bis zu seiner Emeritierung 2001 ordentlicher Professor an der Universität Heidelberg, deren Rektor er von 1991 bis 1997 war. Von 1994 bis 1996 war Peter Ulmer Vorsitzender der Landesrektorenkonferenz Baden-Württemberg. Er war auch Vorsitzender des Fachausschusses Rechtswissenschaft der Deutschen Forschungsgemeinschaft und Mitglied der ständigen Deputation des Deutschen Juristentags. Ulmer war Aufsichtsrat der Anwaltskanzlei SZA Schilling, Zutt & Anschütz AG (heute GmbH).
Die Universitäten Autonoma (Madrid), Montpellier (Frankreich) und Lleida (Spanien) haben ihm die Würde eines Ehrendoktors verliehen. Seine akademischen Schüler sind Mathias Habersack, Carsten Schäfer und Matthias Casper.
Schwerpunkte in Ulmers wissenschaftlichem Werk waren außer dem Vertriebsrecht und dem Recht der Allgemeinen Geschäftsbedingungen vor allem das Gesellschaftsrecht (insb. Recht der Personengesellschaften, GmbH- und Konzernrecht). Seine im Zusammenhang mit der Haftung für gefälschte Scheckvordrucke entwickelte Sphärentheorie lehnt der Bundesgerichtshof ab.
Er war verheiratet mit Jorinde Ulmer, geb. Heygster († 2004) und hatte drei Töchter und einen Sohn. Am 17. Januar 2024 starb Ulmer in Heidelberg im Alter von 91 Jahren.